# دایره خطای احتمالی

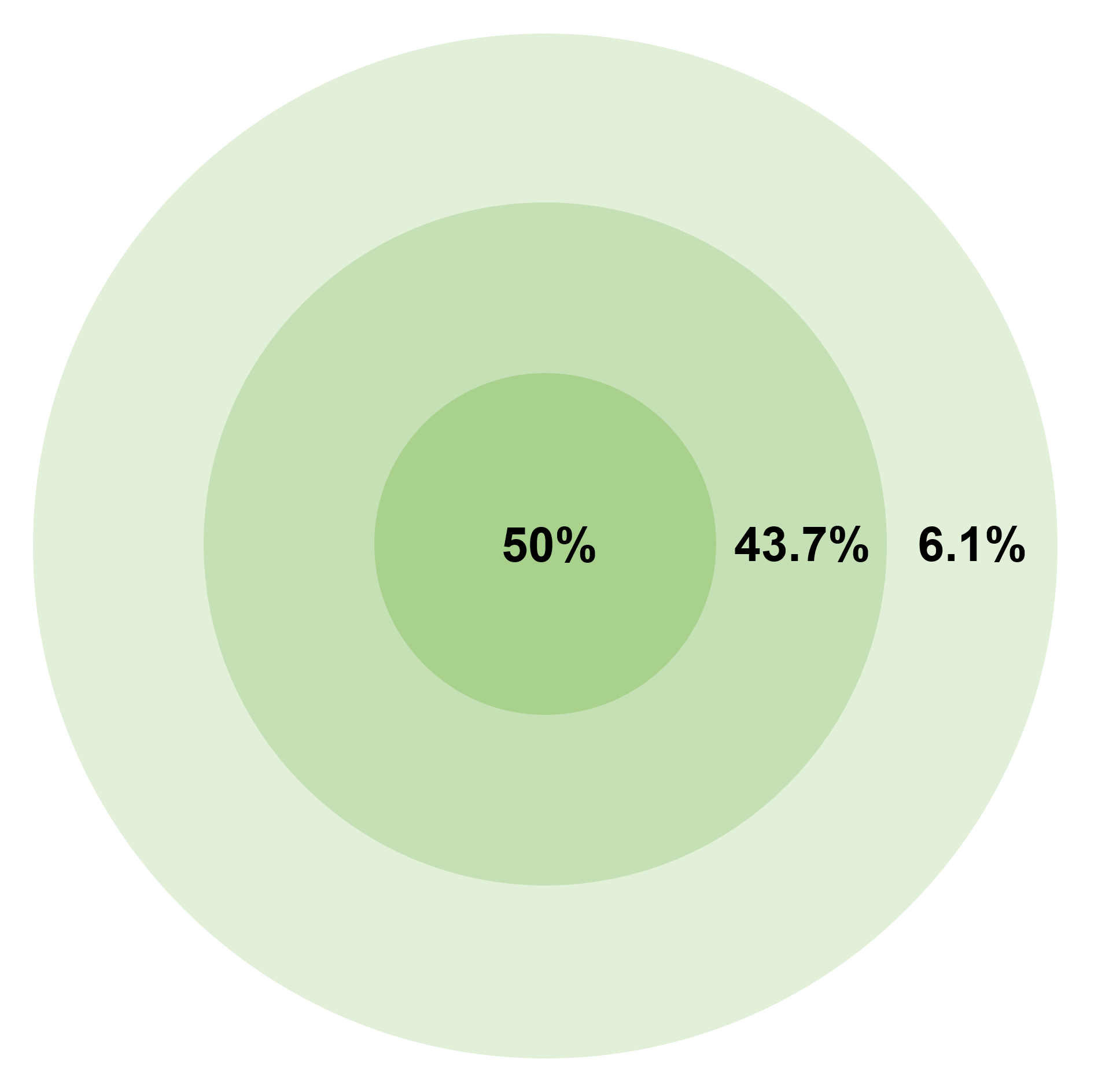
مفهوم CEP و احتمال برخورد. ۰٫۲٪ خارج از دورترین دایره.

دایره خطای احتمالی (CEP), همچنین احتمال خطای دایره‌ای یا دایره احتمال برابر، یک معیار از دقت سیستم‌های تسلیحاتی در علم نظامی بالیستیک است. این معیار به عنوان شعاع یک دایره تعریف می‌شود که مرکز آن نقطه هدف است و انتظار می‌رود نقاط فرود ۵۰٪ از مهمات را در بر بگیرد؛ به عبارت دیگر، این شعاع خطای میانه است که یک فاصله اطمینان ۵۰٪ را نشان می‌دهد. به این معنا که اگر طراحی مهمات خاصی دارای CEP برابر با ۱۰۰متر باشد، هنگامی که ۱۰۰ مهمات به همان نقطه هدف‌گیری شوند، به‌طور متوسط ۵۰ عدد در داخل دایره‌ای با شعاع ۱۰۰متر در اطراف آن نقطه قرار خواهند گرفت.
مفاهیم مرتبطی وجود دارد، مانند DRMS (ریشه میانگین مربعات فاصله)، که جذر میانگین مربعات خطاهای فاصله است و نوعی از انحراف معیار محسوب می‌شود. مفهوم دیگر R95 است، که شعاع دایره‌ای است که ۹۵٪ از مقادیر در آن قرار می‌گیرند و یک فاصله اطمینان ۹۵٪ را نشان می‌دهد.
مفهوم CEP همچنین در اندازه‌گیری دقت موقعیتی که توسط یک سیستم ناوبری به دست می‌آید، مانند جی‌پی‌اس یا سیستم‌های قدیمی‌تر مانند لورن و لورن-سی نقش دارد.

## مفهوم

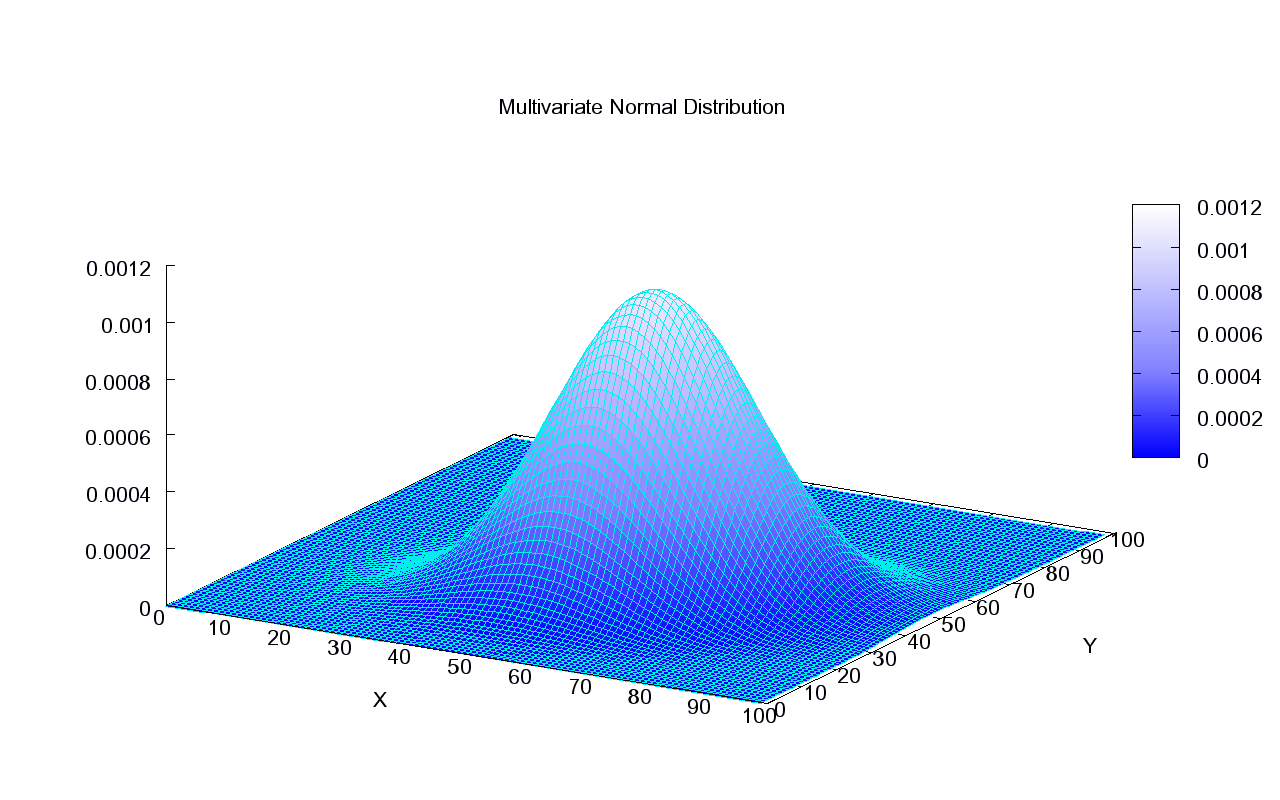
توزیع نرمال دو متغیره دایره‌ای

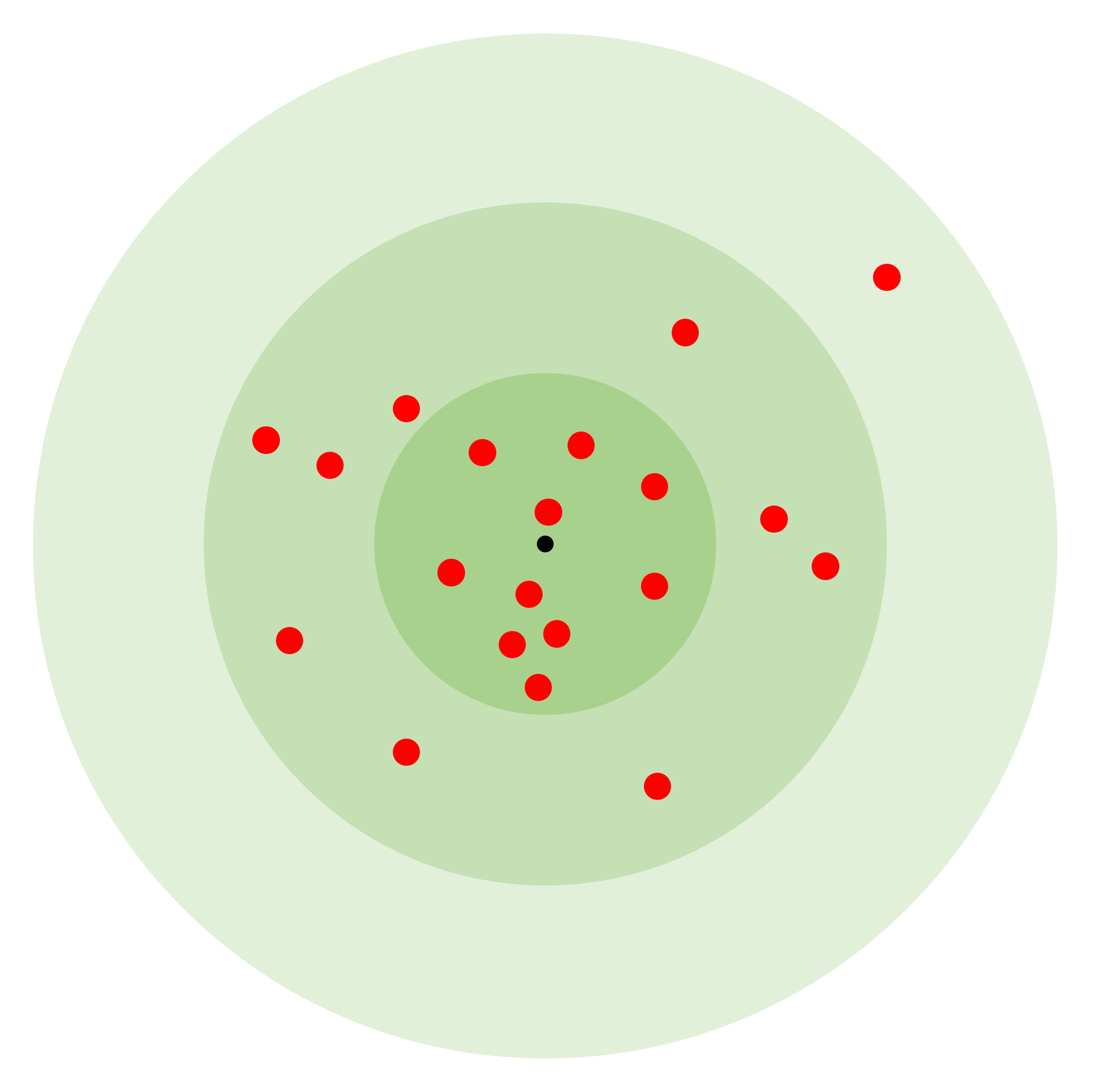
مثال توزیع ۲۰ اصابت

مفهوم اصلی CEP بر اساس یک توزیع نرمال دو متغیره دایره‌ای (CBN) است که CEP به عنوان یک پارامتر از CBN در نظر گرفته می‌شود، همان‌طور که μ و σ پارامترهای توزیع نرمال هستند. مهمات با این رفتار توزیع تمایل دارند که در اطراف نقطه تأثیر میانگین تجمع یابند، به طوری که بیشتر آنها به‌طور معقولی نزدیک هستند و به تدریج تعداد کمتری از آنها در فاصله‌های بیشتر قرار دارند و تعداد بسیار کمی در فاصله‌های دورتر قرار می‌گیرند. به عبارت دیگر، اگر CEP برابر با n متر باشد، ۵۰٪ از شلیک‌ها در فاصله n متری از نقطه تأثیر میانگین قرار می‌گیرند، ۴۳٫۷٪ بین n و 2n متر، و ۶٫۱٪ بین 2n و 3n متر، و نسبت شلیک‌هایی که بیشتر از سه برابر CEP از میانگین فاصله دارند تنها ۰٫۲٪ است.
CEP زمانی که این رفتار توزیع برآورده نشود، معیار مناسبی برای اندازه‌گیری دقت نیست. مهمات ممکن است دارای انحراف معیار بزرگ‌تری از خطاهای برد نسبت به انحراف معیار خطاهای زاویه‌ای (انحراف) باشند، که منجر به یک منطقه اطمینان بیضوی می‌شود. نمونه‌های مهمات ممکن است دقیقاً بر روی هدف نباشند، به عبارت دیگر، بردار میانگین (۰٬۰) نخواهد بود. به این حالت بایاس می‌گویند.
برای گنجاندن دقت در مفهوم CEP در این شرایط، می‌توان CEP را به عنوان جذر میانگین مربعات خطا (MSE) تعریف کرد. MSE مجموع واریانس خطای برد به علاوه واریانس خطای زاویه‌ای و همچنین کوواریانس خطای برد با خطای زاویه‌ای به علاوه مربع بایاس خواهد بود؛ بنابراین MSE نتیجه تجمیع تمام این منابع خطا است که به‌طور هندسی به شعاع یک دایره مربوط می‌شود که در آن ۵۰٪ از مهمات فرود خواهند آمد.
چندین روش برای برآورد CEP از داده‌های شلیک معرفی شده است. از جمله این روش‌ها می‌توان به رویکرد پلاگین بلشکه و هالپین (۱۹۶۶)، رویکرد بیزی اسپال و مریاک (۱۹۹۲) و رویکرد حداکثر احتمال وینکلر و بیکرت (۲۰۱۲) اشاره کرد. رویکرد اسپال و مریاک زمانی اعمال می‌شود که داده‌های شلیک نمایانگر ترکیبی از ویژگی‌های مختلف پرتابه‌ها باشند (به عنوان مثال، شلیک‌ها از چند نوع مهمات یا از چند مکان که به یک هدف نشانه‌گیری شده‌اند).

## تبدیل
در حالی که ۵۰٪ یک تعریف بسیار رایج برای CEP است، ابعاد دایره می‌تواند برای درصدهای متفاوت تعریف شود. صدک‌ها می‌توانند با شناسایی اینکه خطای موقعیت افقی توسط یک بردار ۲ بعدی تعریف می‌شود که مؤلفه‌های آن دو گوسین متغیر تصادفی (یکی برای هر محور) هستند، تعیین شوند که فرض می‌شود ناهمبسته هستند و هر کدام دارای انحراف معیار {\displaystyle \sigma } می‌باشند. خطای فاصله مقدار آن بردار است؛ این یک ویژگی از بردارهای گاوسی دوبعدی است که مقدار آن از توزیع ریلی با ضریب مقیاس پیروی می‌کند. {\displaystyle \sigma } جذر میانگین مربعات فاصله (DRMS) برابر است با: {\displaystyle \sigma _{d}={\sqrt {2}}\sigma } و به نوعی به عنوان یک انحراف معیار عمل می‌کند، زیرا خطاهای درون این مقدار ۶۳٪ از نمونه‌ای را که توسط توزیع دایره‌ای دو متغیره نمایندگی می‌شود، تشکیل می‌دهند. به نوبه خود، ویژگی‌های توزیع ریلی این است که پرسنایل آن در سطح {\displaystyle F\in [0\%,100\%]} با فرمول زیر داده می‌شود:
{\displaystyle Q(F,\sigma )=\sigma {\sqrt {-2\ln(1-F/100\%)}}}
یا، بر اساس DRMS بیان شده است:
{\displaystyle Q(F,\sigma _{d})=\sigma _{d}{\frac {\sqrt {-2\ln(1-F/100\%)}}{\sqrt {2}}}}
رابطه بین {\displaystyle Q} و {\displaystyle F} توسط جدول زیر ارائه شده است، که در آن {\displaystyle F} مقادیر DRMS و 2DRMS (دو برابر جذر میانگین مربعات فاصله) مختص توزیع ریلی هستند و به صورت عددی یافت می‌شوند، در حالی که مقادیر CEP, R95 (شعاع ۹۵٪) و R99.7 (شعاع ۹۹٫۷٪) بر اساس قانون ۶۸-۹۵-۹۹٫۷ تعریف می‌شوند:
| اندازه‌گیری {\displaystyle Q} | احتمال {\displaystyle F\,(\%)} |
| ---------------------------- | ------------------------------ |
| دی آر ام اس                  | ۶۳٫۲۱۳...                      |
| سی ای پی                     | ۵۰                             |
| 2DRMS                        | ۹۸٫۱۶۹...                      |
| R95                          | ۹۵                             |
| ۹۹٫۷ راند                    | ۹۹٫۷                           |

سپس می‌توانیم یک جدول تبدیل برای تبدیل مقادیر بیان شده برای یک سطح صدک به سطح صدک دیگر استخراج کنیم. جدول تبدیل مذکور، ضرایب را ارائه می‌دهد {\displaystyle \alpha } تبدیل کردن {\displaystyle X} به {\displaystyle Y=\alpha .X} ، توسط فرمول زیر داده می‌شود:
| از {\displaystyle X\downarrow } به {\displaystyle Y\rightarrow } | آر ام اس ({\displaystyle \sigma }) | سی ای پی | دی آر ام اس | R95   | 2DRMS | ۹۹٫۷ راند |
| ---------------------------------------------------------------- | ---------------------------------- | -------- | ----------- | ----- | ----- | --------- |
| آر ام اس ({\displaystyle \sigma })                               | ۱٫۰۰                               | ۱٫۱۸     | ۱٫۴۱        | ۲٫۴۵  | ۲٫۸۳  | ۳٫۴۱      |
| سی ای پی                                                         | ۰٫۸۴۹                              | ۱٫۰۰     | ۱٫۲۰        | ۲٫۰۸  | ۲٫۴۰  | ۲٫۹۰      |
| دی آر ام اس                                                      | ۰٫۷۰۷                              | ۰٫۸۳۳    | ۱٫۰۰        | ۱٫۷۳  | ۲٫۰۰  | ۲٫۴۱      |
| R95                                                              | ۰٫۴۰۹                              | ۰٫۴۸۱    | ۰٫۵۷۸       | ۱٫۰۰  | ۱٫۱۶  | ۱٫۳۹      |
| 2DRMS                                                            | ۰٫۳۵۴                              | ۰٫۴۱۶    | ۰٫۵۰۰       | ۰٫۸۶۵ | ۱٫۰۰  | ۱٫۲۱      |
| ۹۹٫۷ راند                                                        | ۰٫۲۹۳                              | ۰٫۳۴۵    | ۰٫۴۱۵       | ۰٫۷۱۸ | ۰٫۸۳۰ | ۱٫۰۰      |

برای مثال، یک گیرنده GPS با ضریب ۱٫۲۵ m DRMS ضریب ۱٫۲۵ خواهد داشت. متر × ۱٫۷۳ = ۲٫۱۶ شعاع ۹۵٪ متر.